# Wasylówka (rejon tywriwski)
Wasylówka (ukr. Василівка) – wieś na Ukrainie, w rejonie tywriwskim należącym do obwodu winnickiego, na wschodnim Podolu.
W czasach I Rzeczypospolitej wieś leżała w województwie bracławskim w prowincji małopolskiej Korony Królestwa Polskiego. Odpadła od Polski w wyniku II rozbioru.

## Pałac
- pałac wybudowany pod koniec XVIII w. przez Żaboklickich lub Zaboklickich[4]. W centralnej części kolumnada dorycka złożona z czterech kolumn, po bokach skrzydła otoczone okrągłą arkadą. Własność Jaroszyńskich[5].